# 古斯塔夫·海斯特曼·馮·齊爾伯格
古斯塔夫·海斯特曼·馮·齊爾伯格（德語：Gustav Heistermann von Ziehlberg，1898年12月10日—1945年2月2日）是德国在两次世界大战中的军人，最高军衔中将。他曾获得騎士鐵十字勳章。他因與7月20日的陰謀案有關而被定罪，被判處死刑並由行刑隊處決。馮·齊爾伯格的妻子是安妮莉絲·馮·齊舍維茨，兩人育有四個女兒和兩個兒子。他的岳父是埃里希·馮·奇施維茨，德意志帝國陸軍的将军以及德国国防军裝甲部隊的缔造者之一。

## 生平

### 早年
馮·齊爾伯格出生於德意志帝國波森省霍恩薩爾扎，後在布勞恩斯貝格和柯尼斯堡接受教育。他從1908年開始上高中，然後他加入了軍官學校。1914年8月，第一次世界大戰爆發後，在第1（波莫瑞第2）“腓特烈·威廉四世國王”擲彈兵團擔任中尉。1915年5月晉升，他被任命為東線的連長和營副官，並被授予兩級鐵十字勳章。
戰爭結束後，海斯特曼·馮·齊爾伯格在東部邊境部隊服役，直到1919年3月。隨後加入德國防衛軍。
二戰爆發後，他從1939年到1942年在陸軍總參謀部中央部的總參謀部任職，後擔任該部部長。
義大利戰役期間，馮·齊爾伯格在北義大利指揮第65步兵師，他於1943年9月至10月期間下令非法處決英军特种空勤团的四名士兵。此外他扣押了34名義大利平民作為人質，並請求允許處決他們，以報復可疑的遊擊隊襲擊。這項請求遭到B集团军群司令埃爾文·隆美爾元帅的拒絕。1944年，馮·齊爾伯格在東線作戰，指挥第28獵兵師。同年6月，他晉升為中將，並於6月27日获得騎士鐵十字勳章。

### 720事件
1944年7月20日，馮齊爾伯格奉命逮捕他的參謀約阿希姆·庫恩少校，因為參與了7月20日的陰謀。庫恩和他的朋友阿爾布雷希特·馮·哈根中尉一起安排了赫爾穆斯·史蒂夫將炸藥交給克勞斯·馮·施陶芬貝格。7月21日，他陪同亨寧·馮·特雷斯科夫將軍前往克羅洛維莫斯特附近的前線，特雷斯科夫在那裡自殺。面對逮捕令，庫恩否認有任何参与。馮·齊爾伯格沒有逮捕他，而是告訴庫恩暂时放下他手中的事並前往柏林以澄清事實。庫恩利用這個機會叛逃至蘇聯白俄羅斯第2方面軍的部隊中，後被施密尔舒反情報機構俘虜並審訊。約阿希姆·庫恩後被蘇聯情報部門關押，直到1951年苏联国家安全部判處其25年有期徒刑。1955年阿登納總理訪蘇，庫恩被釋放，他在1994年逝世於巴伐利亚巴特布吕克瑙。
馮·齊爾伯格被指控疏忽不服從命令。1944年9月，他被帝國軍事法（Reichskriegsgericht）判處9個月監禁，但因先前的服役經歷而被赦免。他返回師部，但於10月30日再次被傳喚至柏林，因為希特勒懷疑他與路德維希·貝克大將勾結，撤銷了對他的判決。希特勒決定重新逮捕馮·齊爾伯格以接受另一次審判。11月21日，他被帝國刑事法院判處死刑，並被不光彩地開除，並被剝奪所有榮譽、軍銜和頭銜。法官們公開表示他們必須遵守元首的指示。
1945年2月2日，齊爾伯格在柏林夏洛滕堡區奧林匹克體育場附近的一個試驗場被國防軍行刑隊處決，享年46歲。